# Олушевые
О́лушевые (лат. Sulidae) — семейство морских птиц из отряда олушеобразных. Отличные летуны, они проводят большую часть своей жизни над открытым морем.

## Описание
По величине олушевые варьируют от средних до крупных размеров. У самого мелкого вида, бурой олуши, длина тела составляет 64 см, а масса — 725 г. Самый крупный вид, северная олуша, достигает длины 100 см и массы до 3,6 кг. У всех обтекаемая форма тела, короткая шея и клинообразный хвост.
Оперение чаще всего чёрное, бурое и белое. Для видов из рода Morus характерен жёлтый цвет шеи и головы. Кроме того, на шее и голове бывают не покрытые перьями места, пёстро окрашенные и принимающие, особенно в периоды спаривания, яркие оттенки. Половой диморфизм не затрагивает окраску перьев, однако проявляется в других признаках: цвет клюва и глаз у некоторых видов различается, кроме того, самки в среднем крупнее самцов. Оперение молодых птиц в большинстве случаев темнее, чем у взрослых особей. Единственным исключением является олуша Абботта, у которой взрослые и молодняк выглядят одинаково.
Клюв у олуши длинный, сильный и конусообразный. Его острые края способны удерживать скользкую добычу, к примеру рыб. У олуши Абботта к тому же кончик клюва крючковато загнут. Глаза обращены вперёд, что обеспечивает хорошее стереоскопическое зрение. Непосредственные ноздри закрыты, однако у олушей есть ещё одна пара ноздрей, которые способны закрываться при нырянии специальными клапанами.
Длинные узкие крылья расположены относительно далеко сзади. С их помощью олуши умело парят в сильных потоках воздуха. Для взлёта особенно крупные виды нуждаются в разбеге. При штиле им нередко не удаётся взлететь. Приземление выглядит, как правило, неуклюже и даже может заканчиваться плачевно, так как узкие крылья не позволяют выполнять быстрых манёвров. Ноги также расположены относительно сзади, поэтому ходят олуши, переваливаясь с ноги на ногу. Однако при нырянии и плавании ноги оказывают значительную помощь. Четыре пальца на ногах, как у всех пеликанообразных, соединены перепонкой.

## Образ жизни
Эти птицы пикируют в воду с высоты примерно 30 м, складывают крылья за 0,1 с и ныряют со скоростью до 86 км/ч. Они погружаются на глубину до 10 м и движутся под водой со скоростью до 50 км/ч.

## Классификация
Виды семейства олушевых относят к 3 родам Morus, Sula и Papasula. Вместе с северной и капской олушами австралийская олуша принадлежит к роду Morus. Следующая кладограмма отражает результаты молекулярного анализа, проведённого учёными Friesen и Anderson, которые подтверждают это разделение:
```
Sulidae
 (Олуши)
 |
 |--+-- 
Morus

 |  |    |
 |  |    |-- 
Северная олуша

 |  |    `--+-- 
Капская олуша

 |  |       `—
Австралийская олуша

 |  |
 |  `-- 
Papasula
 (Олуша Абботта)
 |
 `-- 
Sula

      |
      |-- 
Красноногая олуша

      `--+-- 
Бурая олуша

         `--+-- 
Голуболицая олуша

            `--+-- 
Перуанская олуша

               `-- 
Голубоногая олуша
```

### Список видов
Международный союз орнитологов выделяет в семействе 11 видов:
- Род Papasula
  - Papasula abbotti (Ridgway, 1893) — Олуша Абботта
- Род Morus
  - Morus bassanus (Linnaeus, 1758) — Северная олуша
  - Morus capensis (Lichtenstein, 1823) — Капская олуша
  - Morus serrator (Gray, 1843) — Австралийская олуша
- Род Sula — Олуши
  - Sula sula (Linnaeus, 1766) — Красноногая олуша
  - Sula leucogaster (Boddaert, 1783) — Бурая олуша
  - Sula brewsteri Goss, 1888
  - Sula dactylatra R. Lesson, 1831 — Голуболицая олуша
  - Sula granti Rothschild, 1902 — Насканская олуша
  - Sula nebouxii Milne-Edwards, 1882 — Голубоногая олуша
  - Sula variegata (Tschudi, 1843) — Перуанская олуша